# Drömtrappor
Drömtrappor AB  är Nordens största producent av trappor tillverkade i trä. Grundat i Böle, Norsjö kommun 1923 under namnet Böle Snickerifabrik, numer med säte i Norsjö. Redan under 1930-talet började tillverkningen av trappor. Företaget hette tidigare Trätrappor Norsjö AB. Namnbytet skedde under verksamhetsåret 1 maj 2016-30 april 2017.

## Historik
Böle snickerifabrik startades 1923 av Per Edvard Persson och hans far Nils Stefan Persson. Från början tillverkades fasta inredningar och möbler men sedan började man med att göra lastbilshytter. Genom att använda en tom sockerlåda som säte kunde man köra nya chassin från Skellefteå, och sedan byggdes hytterna vid fabriken i Böle. Man tillverkade även trätrappor, ledstänger och spaljéer, ett tag tillverkades även gengasved. 
Snickeriet byggdes och drevs direkt från en vattenkraftstation med hjälp av central remdrift. Under vårfloden drevs även en cirkelsåg där råmaterial från skogen sågades till virke. Virket inköptes av Thorgrens trä AB, Kvarnåsen och Edströms & Co Träförädling, Gumboda.
Fabriken byggdes om i etapper och 1956 byggdes en helt ny fabrik, som byggdes om sex gånger fram till 1974. År 1972 hade man 35 anställda varav 8 kvinnor. Redan på 1930-talet började man tillverka trappor i Böle, en av de första fabrikerna i länet som tillverkade trappor. På den tiden fanns det sex snickerifabriker i kommunen.
Snickeriföretagen i norra länsdelen startade 1959 Skellefteå snickericentral (SSC) för sin marknadsföring, och fabriken i Böle beslöt att specialisera sig på trappor.
1970 ombildades Böle snickerifabrik till aktiebolag och bytte då namn till Trätrappor AB. Företaget utvecklades och till slut var lokalerna för trånga. Nya lokaler byggdes i Norsjö, och kring 1980 flyttade Trätrappor in till Norsjö. Hösten 2011 lämnade man Skellefteå snickericentral, (SSC) och lanserade varumärket Drömtrappor.

## Drömtrappor idag
Drömtrappor är idag Nordens ledande tillverkare av trätrappor. Nära hälften av de 150 trappor man levererar per vecka går på export till länder som Danmark, Norge, England, Tyskland och Japan. 
Cirka 140 anställda (2007) arbetar i Drömtrappors fabrik i Norsjö med en produktionsyta på 11 000 m², och med en omsättning på 135 mkr. Med början sommaren 2008 investerar man 37 miljoner kronor i ny maskinutrustning och i att bygga ut lokalerna med 3 000 m². Trätrappor kontrollerar hela tillverkningskedjan från planka till färdig trappa, via virkeshantering, torkning, limfogstillverkning, produktutveckling, böjlimning. 
De anställda äger genom en personalstiftelse 49 procent av Drömtrappor. Övriga delar ägdes av VD och släkten Persson. Våren 2012 sålde familjen sina aktier (dryga 35 procent) till Hultdins från Malå, med ägarna Carl-Erik och Johan Ridderstråle.